# Schwaz
Schwaz é uma cidade da Áustria, situada no distrito de Schwaz, no estado do Tirol. Tem 20,2 km² de área e sua população em 2019 foi estimada em 13.618 habitantes.